# First Party System
Il First Party System - o Primo sistema bipartitico - è il modello utilizzato nella storia e nelle scienze politiche per descrivere il sistema dei partiti politici degli Stati Uniti nel periodo compreso tra il 1792 e il 1824 circa. Il sistema è denominato bipartitico perché due partiti nazionali competevano per il controllo degli incarichi istituzionali elettivi (presidenza, Congresso e le altre cariche statali): il Partito Federalista, sorto ed animato in gran parte da Alexander Hamilton, ed il partito rivale istituito per volontà di Thomas Jefferson e James Madison, il Partito Democratico-Repubblicano, all'epoca chiamato solitamente Partito Repubblicano, da non confondersi con il moderno Partito Repubblicano, fondato nella seconda metà del XIX secolo. I federalisti dominarono la scena politica fino al 1800, quando vennero soppiantati dai repubblicani di Jefferson. Entrambi i partiti sorsero per concorrere alle competizioni politiche nazionali, ma presto moltiplicarono i loro sforzi per ottenere sostenitori ed elettori in ogni singolo stato nelle votazioni locali. I federalisti facevano appello al mondo degli affari, mentre i repubblicani ai proprietari terrieri delle piantagioni ed agli agricoltori. Nel 1796, la politica in ogni stato era pressoché monopolizzata dai due soggetti politici, con giornali di partito e caucus che divennero strumenti efficaci per mobilitare gli elettori.
I federalisti appoggiavano il sistema finanziario del segretario al Tesoro Hamilton, che enfatizzava l'assunzione federale dei debiti degli stati, un sistema tariffario volto al rimborso dei debiti stessi ed una banca nazionale, o centrale, per facilitare l'accesso al credito e supportare il settore bancario e quello manifatturiero. I repubblicani, il cui consenso era radicato nelle piantagioni degli stati del sud, si opponevano a un forte potere esecutivo accentrato ed erano ostili a forze armate (esercito e marina) permanenti, inoltre richiedevano un rigoroso rispetto dei poteri costituzionali del governo federale e si opponevano fermamente al programma finanziario di Hamilton. La differenza tra le due compagini politiche diventava però più evidente nell'ambito della politica estera, dove i federalisti favorivano la Gran Bretagna per la sua stabilità politica ed i suoi stretti legami con il commercio americano, mentre i repubblicani ammiravano la Francia e la Rivoluzione francese. Jefferson, in particolare, temeva che le influenze aristocratiche britanniche potessero minare il sentimento repubblicano della nuova nazione. A seguito della Rivoluzione francese, Gran Bretagna e Francia furono in guerra dal 1793 al 1815, con una sola breve interruzione. La politica americana ufficiale era caratterizzata dalla neutralità, con i federalisti ostili alla Francia e i repubblicani avversi alla Gran Bretagna. Il Trattato di Jay, del 1794, segnò la mobilitazione decisiva delle due parti e dei loro sostenitori in ogni stato. Il presidente George Washington, sebbene ufficialmente apartitico, generalmente sosteneva i federalisti e questi fecero di Washington il loro eroe iconico.
Il primo sistema bipartitico terminò durante il periodo della cosiddetta "era dei buoni sentimenti", (1816-1824), quando i federalisti si concentrarono in poche roccaforti isolate ed i repubblicani-democratici persero la propria unità. Nel lasso temporale incluso tra le due elezioni presidenziali del 1824 e del 1828, in cui si ridusse ulteriormente il consenso del partito federalista, emerse il Secondo sistema bipartitico, con il Partito Democratico-Repubblicano che si divise nella corrente capeggiata da Andrew Jackson, che divenne il moderno Partito Democratico nel 1830, e la fazione di Henry Clay, che fu assorbita dal Partito Whig, cui aderirono anche i pochi federalisti rimasti.

## Federalisti contro antifederalisti nel 1787-88
I principali leader nazionali - George Washington, Alexander Hamilton e Benjamin Franklin - si riunirono nella Convenzione costituzionale del 1787, che riformò gli Articoli della Confederazione e, con l'approvazione del Congresso della Confederazione, sottopose la nuova costituzione alla ratifica dei singoli stati per loro approvazione. James Madison fu la figura più prominente nella Convenzione costituzionale e viene spesso indicato "il padre della Costituzione".
La ratifica della nuova costituzione contrappose, in un acceso dibattito, i "federalisti" che, guidati da Madison e Hamilton, sostenevano l'approvazione delle modifiche agli Articoli, e gli "antifederalisti" che, al contrario, si opponevano. I federalisti ebbero la meglio e la nuova Costituzione, che emendava gli Articoli, fu ratificata. Gli antifederalisti erano profondamente preoccupati per il pericolo teorico di un governo centrale forte (come quello della Gran Bretagna) che avrebbe potuto usurpare i diritti degli stati. D'altra parte, gli estensori della Costituzione non volevano stimolare la nascita di partiti politici, né si aspettavano che ciò sarebbe accaduto, perché li consideravano divisivi.
Il termine "Partito federalista" inizio ad essere utilizzato intorno al 1792-1793, riferendosi però ad una coalizione alquanto diversa da quella che aveva coagulato intorno a sè i sostenitori della Costituzione nel 1787-1788. Infatti fra i nuovi federalisti si trovarono elementi completamente estranei al dibattito precedente e persino alcuni ex oppositori (come Patrick Henry). A riprova di ciò, basti pensare che anche Madison - un esponente federalista del 1787-1788, che contribuì in modo significativo alla redazione della "nuova" Costituzione - si oppose vigorosamente al nuovo "Partito federalista" ed al programma degli hamiltoniani che ne facevano parte.

## Amministrazione Washington (1789-1797)
Alla nascita degli Stati Uniti non vi erano partiti politici, né nazionali, né locali; inoltre, la figura di Washington dominava la scena e contribuiva a mantenere l'equilibrio fra le diverse posizioni. Ben presto però si formarono fazioni attorno alle personalità dominanti dell'amminstrazione presidenziale, come Alexander Hamilton, Segretario del Tesoro, e Thomas Jefferson, Segretario di Stato, che si contrapponevano fra loro sul ruolo del governo federale centrale. In particolare, Hamiilton interpretava la Costituzione in modo flessibile, estendone la portata fino ad includere una banca centrale nazionale. Jefferson si opponeva a tale visione e, affiancato da Madison, guidò il "partito anti-amministrazione", l'informale associazione che si opponeva ai componenti della presidenza Washington che, però, non fu mai messo in discussione e nel 1792 venne rieletto senza opposizione.
Hamilton intrecciò una fitta serie di relazioni con alleati politici che costituì, tra il 1792 e il 1793, il Partito Federalista. In risposta, Jefferson e James Madison aggregarono intorno a loro una fazione di sostenitori, sia al Congresso che negli stati, che divenne il Partito Democratico-Repubblicano. Le elezioni congressuali del 1792 furono le prime ad essere contese fra partiti e vennero percepite, nella maggior parte degli stati, come una "lotta tra il dipartimento del Tesoro e l'interesse repubblicano", come ebbe a dire lo stratega di Jefferson, John Beckley. Anche le elezioni nei singoli Stati assunsero il medesimo significato. A New York, ad esempio, la corsa alla carica di governatore vide candidati l'hamiltoniano John Jay e George Clinton, alleato di Jefferson e dei repubblicani.
Nel 1793 furono costituite le prime associazioni Democratico-Repubblicane che - ispirate agli ideali radicali della Rivoluzione francese, che aveva appena visto l'esecuzione del re Luigi XVI - sostennero in maniera vigorosa la causa jeffersoniana. La parola "democratico" fu proposta da Citizen Genêt ed i federalisti utilizzarono il termine per schernire i sostenitori di Jefferson. Dopo che alla fine del 1794 Washington denunciò le società come eversive, per lo più svanirono, ma diversi loro leader si associarono al partito jeffersoniano, irrobustendone le file.
Nel 1793 scoppiò la guerra tra Inghilterra, Francia e i loro alleati europei. I Jeffersoniani parteggiarono per la Francia, evocando addirittura il trattato del 1778 che, all'epoca, era ancora in vigore, anche se sottoscritto da uno stato francese profondamente diverso. Washington e il suo gabinetto decisero unanimemente (Jefferson incluso quindi) che il trattato non vincolava gli Stati Uniti ad entrare in guerra permettendo al presdiente di proclamare la neutralità gli Stati Uniti.
Nel 1794 si temeva l'inizio di una nuova guerra con la Gran Bretagna e il presidente Washington inviò John Jay a negoziare e, alla fine dello stesso anno, venne sottoscritto un trattato, ratificato nel 1795, che, oltre ad evitare una possibile guerra, risolse molte (ma non tutte) questioni in sospeso tra Stati Uniti e Gran Bretagna. I Jeffersoniani denunciarono con veemenza il trattato, dicendo che minacciava di indebolire la repubblica, dando troppa influenza agli aristocratici britannici e ai loro alleati federalisti. I feroci dibattiti sul Trattato di Jay, susseguitesi fino al 1796, secondo lo storico William Nisbet Chambers, nazionalizzarono la politica e trasformarono una fazione al Congresso - fedele al Segretario di Stato - in un partito nazionale. Per combattere il trattato i Jeffersoniani "stabilirono un coordinamento nell'attività tra i leader nella capitale, quelli negli stati, gli attivisti ed i seguaci negli stati, nelle contee e nelle città".
Nel 1796 Jefferson sfidò John Adams per la presidenza e perse. Il Collegio elettorale prese la propria decisione sulla base di quanto sostenuto nelle legislature statali che, spesso, non coincisero con le scelte dei partiti nazionali.

## I giornali come armi di partito
Nel 1796, entrambe le parti avevano una rete nazionale di giornali, che con veemenza attaccavano la controparte. I fogli federalisti e repubblicani degli anni '90 del Settecento si scambiavano feroci battute ed invettive contro i rispettivi rivali. Un esempio è l'acrostico di un giornale repubblicano, dove la prima lettera di ogni riga scrive il nome del leader federalista Alexander Hamilton:
A sk—who lies here beneath this monument?
L o—'tis a self created MONSTER, who
E mbraced all vice. His arrogance was like
X erxes, who flogg'd the disobedient sea,
A dultery his smallest crime; when he
N obility affected. This privilege
D ecreed by Monarchs, was to that annext.
E nticing and entic'd to ev'ry ''fraud'',
R enounced virtue, liberty and God.
H aunted by whores—he haunted them in turn
A ristocratic was this noble ''Goat''
M onster of monsters, in pollution skill'd
I mmers'd in mischief, brothels, funds & banks
L ewd slave to lust,—afforded consolation;
T o mourning whores, and tory-lamentation.
O utdid all fools, tainted with royal name;
N one but fools, their wickedness proclaim.
Come sopra riportato i due partiti avevano posizioni differenti circa la Rivoluzione Francese e questo accese maggiormente il contraddittorio retorico in occasione dei dibattiti su di essa, specialmente durante il periodo del Terrore, fra il 1793 e l'anno successivo, in cui in Francia venne disposto, come noto, un significativo numero di esecuzioni degli oppositori politici del governo rivoluzionario.
Negli Stati Uniti della fine del XVIII secolo, il nazionalismo era una priorità assoluta e gli editori ne promuovevano uno di tipo intellettuale, caratterizzato dallo sforzo federalista di stimolare una cultura letteraria nazionale, attraverso i loro club e le pubblicazioni a New York e Filadelfia, come dimostrato anche dall'impegno profuso dallo scrittore federalista Noah Webster per semplificare e americanizzare la lingua.

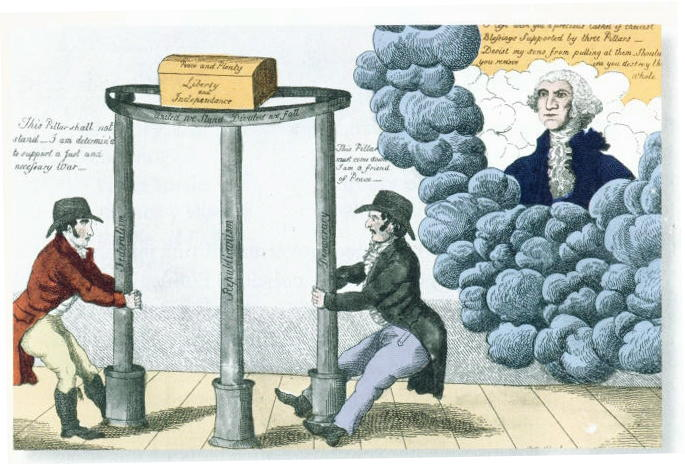
Manifesto federalista (1800 circa). Washington (in paradiso) invita i partiti a mantenere saldi i pilastri del federalismo, del repubblicanesimo e della democrazia

## I partiti nel Congresso
Data le caratteristiche dei partiti nel periodo successivo all'indipendenza, gli storici hanno utilizzato tecniche statistiche per stimare le rappresentanze al Congresso. Infatti, nei primi anni dopo la rivoluzione, molti rappresentanti al Congresso erano difficilmente classificabili in termini di appartenenza politica, ma dal 1796 l'incertezza è diminuita. Inizialmente i partiti erano, come riportato sopra, antifederalisti e federalisti, poi divennero pro-amministrazione e anti-amministrazione, per diventare in modo più sistematico, dal 1796, federalisti e democratico-repubblicani.
| Camera dei Rappresentanti | 1788 | 1790 | 1792 | 1794 | 1796 | 1798 | 1800 | 1802 | 1804 | 1806 |
| ------------------------- | ---- | ---- | ---- | ---- | ---- | ---- | ---- | ---- | ---- | ---- |
| Federalista               | 37   | 39   | 51   | 47   | 57   | 60   | 38   | 39   | 25   | 24   |
| Democratico-Repubblicano  | 28   | 30   | 54   | 59   | 49   | 46   | 65   | 103  | 116  | 118  |
| Democratico-Repubblicano  | 43%  | 43%  | 51%  | 56%  | 46%  | 43%  | 63%  | 73%  | 82%  | 83%  |
| Senato                    | 1788 | 1790 | 1792 | 1794 | 1796 | 1798 | 1800 | 1802 | 1804 | 1806 |
| Federalista               | 18   | 16   | 16   | 21   | 22   | 22   | 15   | 9    | 7    | 6    |
| Democratico-Repubblicano  | 8    | 13   | 14   | 11   | 10   | 10   | 17   | 25   | 27   | 28   |
| Democratico-Repubblicano  | 31%  | 45%  | 47%  | 34%  | 31%  | 31%  | 53%  | 74%  | 79%  | 82%  |

## Invenzione delle tecniche di campagna elettorale
Considerato il maggiore potere dei federalisti, nonché gli appoggi finanziari di cui godevano, i repubblicani democratici hanno dovuto lavorare di più, anche inventando nuove tecniche, per risultare competitivi e vincenti. In Connecticut nel 1806 la dirigenza statale inviò istruzioni ai responsabili delle città per le imminenti elezioni richiedendo ad ognuno  "di nominare un dirigente in ogni distretto o sezione della sua città, ottenendo da ciascuno l'assicurazione che farà fedelmente il suo dovere". Quindi l'amministratore comunale venne incaricato di compilare elenchi con il numero dei contribuenti, quello degli aventi diritto al voto, distinguendo tra quanti erano "decisi democratici repubblicani", "decisi federalisti" o "dubbiosi", e infine di contare il numero dei sostenitori che non erano attualmente eleggibili al voto, ma che avrebbero potuto qualificarsi tali (per età o censo) alle prossime elezioni. I risultati di questi censimenti consegnati alla dirigenza statale, condusse a ritardi nella redazione delle istruzioni utili alle città per determinare i soggetti eleggibili, per aiutare i giovani a qualificarsi per votare, per nominare un ticket per le elezioni locali e stampare e distribuire la scheda elettorale del partito (il voto segreto non apparve che un secolo dopo). Questa spinta coordinata per "cancellare il voto" sarebbe divenuta familiare ai moderni attivisti politici, ma fu la prima del suo genere nella storia mondiale.

In generale, i Jeffersoniani hanno inventato molte delle tecniche di campagna elettorale che i federalisti hanno adottato solo successivamente e che sono poi diventate pratiche standard negli Stati Uniti. In particolare, i repubblicani democratici furono estremamente efficaci nel costruire una rete di giornali nelle principali città per trasmettere le loro dichiarazioni e fare editoriali a loro favore. Per contro i federalisti, con una forte base nel ceto imprenditoriale, controllavano più giornali: nel 1796 i giornali federalisti superavano di 4 a 1 quelli repubblicani democratici. In quel periodo si iniziarono a pubblicare più giornali, ma, nel 1800, i federalisti avevano ancora un vantaggio numerico di 2 a 1. La maggior parte dei giornali, da entrambe le parti, erano settimanali con una tiratura da 300 a 1000. Jefferson sovvenzionò sistematicamente gli editori. Fisher Ames, uno dei principali federalisti, che utilizzò il termine "giacobino" per collegare i seguaci di Jefferson ai terroristi della Rivoluzione francese, accusò i giornali di aver eletto Jefferson, additandoli come "un eccesso per qualsiasi governo... I giacobini devono il loro trionfo all'uso incessante di questo motore; non tanto per l'abilità nell'uso quanto per la ripetizione." Gli storici fanno eco alla valutazione di Ames, come spiega uno di essi:
La fortuna dei repubblicani fu di avere tra le proprie file un certo numero di manipolatori politici e propagandisti di grande talento. Alcuni di loro avevano la capacità ... non solo di vedere e analizzare il problema in questione, presentandolo in modo sintetico, allo scopo di costruire la frase adatta, coniare lo slogan convincente e fare appello all'elettorato su una specifica questione in un linguaggio facilmente comprensibile.
Fra i più abili ed eloquenti costruttori di slogan si possono includere l'editore William Duane, i leader del partito Albert Gallatin e Thomas Cooper e lo stesso Jefferson. Nel medesimo periodo, John J. Beckley della Pennsylvania, un ardente democratico, inventò nuove tecniche di campagna elettorale - come la distribuzione di massa di opuscoli e schede scritte a mano - che contribuirono alla formazione del consenso della base più popolare ed alla crescita senza precedenti dell'affluenza alle urne per i Jeffersoniani.

## Minacce di guerra con Gran Bretagna e Francia
Dopo il 1793, il mondo era proiettato in una guerra globale in cui la piccola nazione ai margini del sistema europeo riusciva a malapena a rimanere neutrale. Infatti, mentre i Jeffersoniani chiesero misure forti contro la Gran Bretagna e persino di muoverle nuovamente guerra, i federalisti cercarono di evitare il conflitto con l'Inghilterra attraverso il Trattato di Jay (1795), che divenne molto controverso quando i Democratici-Repubblicani lo denunciarono come un atto di svendita della sovranità americana alla Gran Bretagna. I federalisti sostennero che il trattato aveva evitato la guerra, riduceva la minaccia indiana, creava buoni rapporti commerciali con la principale potenza economica del mondo e poneva fine alle persistenti controversie sorte con la guerra rivoluzionaria. Quando Jefferson salì al potere nel 1801 onorò il trattato, ma nuove controversie con la Gran Bretagna portarono alla guerra del 1812.
Nel 1798 le controversie con la Francia portarono alla Quasi-Guerra (1798-1800), una guerra navale non dichiarata che coinvolse le marine e le navi mercantili di entrambi i paesi. I Democratico-Repubblicani affermarono che la Francia voleva davvero la pace, ma l'affare XYZ minò la loro posizione e rafforzò la percezione che il conflitto, su vasta scala, con la Francia era imminente. Hamilton e i suoi federalisti approfittarono della situazione ottenendo l'approvazione del Congresso per formare un nuovo grande esercito (controllato da Hamilton), pieno di commissioni di ufficiali (che conferì ai suoi sostenitori). Gli Alien and Sedition Acts (1798) repressero i dissidenti, inclusi gli editori pro-Jefferson e Matthew Lyon, del Congresso del Vermont, che vinse la rielezione mentre era in prigione a seguito della violazione degli atti. Nelle risoluzioni del Kentucky e della Virginia (1798), segretamente redatte da Madison e Jefferson, le legislature dei due stati sfidarono il potere del governo federale.

### Debito nazionale
Jefferson e Albert Gallatin temevano che il debito pubblico sarebbe una minaccia per i valori repubblicani e quindi si risolsero per la completa estinzione. Erano sconvolti dal fatto che Hamilton stesse aumentando il debito nazionale e lo usasse per consolidare la sua base federalista. Gallatin era il principale esperto del partito in questioni fiscali e come Segretario al Tesoro nelle presidenze Jefferson e Madison lavorò duramente per abbassare le tasse e ridurre il debito, pagando allo stesso tempo in contanti per l'acquisto della Louisiana e finanziando la guerra del 1812. Burrows dice di Gallatin:
Andrew Jackson sentiva il debito pubblico come una "maledizione nazionale" e fu particolarmente orgoglioso di ripagarne l'intero ammontare nel 1835.

## Jefferson e la rivoluzione del 1800
In un'analisi del sistema partitico contemporaneo, Jefferson scrisse il 12 febbraio 1798:
Madison lavorò alacremente per stabilire le linee del partito all'interno del Congresso e costruire coalizioni con fazioni politiche simpatizzanti in ogni stato. Nel 1800, l'elezione del Presidente galvanizzò l'elettorato, spazzando via i federalisti dal potere portando Jefferson e il suo Partito Democratico-Repubblicano a vincere. Il presidente uscente Adams prese alcuni accordi di scambio dell'ultimo minuto (cosiddetti "appuntamenti di mezzanotte"), in particolare nominò Presidente della Corte Suprema il federalista John Marshall che ricoprì la carica per tre decenni usandola per "federalizzare" la Costituzione, con grande sgomento di Jefferson.
In qualità di presidente, Jefferson lavorò per eliminare gli "appuntamenti di mezzanotte" di Adams, trattenendo gli emolumenti di 25 dei 42 giudici nominati dal Governo e rimuovendo tutti gli ufficiali dell'esercito. La sensazione che la nazione avesse bisogno di due partiti rivali per bilanciarsi a vicenda non era stata pienamente accettata da nessuna delle due parti; Hamilton percepiva l'elezione di Jefferson come il fallimento dell'esperimento federalista. In quei frangenti la retorica fu catastrofista: l'elezione dell'opposizione avrebbe condotto alla rovina della nazione. La politica estera di Jefferson non era esattamente a favore di Napoleone, ma intendeva esercitare una pressione sulla Gran Bretagna per fermare gli atti ostili alla marina statunitense. Progettando un embargo commerciale contro la Gran Bretagna, Jefferson e Madison fecero precipitare la nazione nella depressione economica, rovinando gran parte degli affari del New England federalista, e innescarono la guerra del 1812 con un nemico, a quel tempo, molto più grande e potente.
I federalisti criticarono vigorosamente il governo e guadagnarono forza nel nord-est industriale. Tuttavia, nel 1814, commisero un grande errore. Quell'anno la semi-segreta "Convenzione di Hartford" approvò risoluzioni che rasentavano la secessione e la loro pubblicazione rovinò il partito federalista. In effetti, il partito stentava da anni, aveva forza nel New England ed in alcuni stati orientali, ma praticamente inesistente negli Stati occidentali. Mentre i federalisti contribuirono ad inventare o sviluppare numerose tecniche di campagna elettorale (come le prime convenzioni nazionali di nomina nel 1808), il loro pregiudizio elitario alienò loro il consenso della classe media, permettendo ai Jeffersoniani di sostenere di essere i soli rappresentanti del vero spirito americano del "repubblicanesimo".

## I partiti negli stati
La rilevanza della politica estera (decisa dal governo nazionale), della vendita delle terre e del patronato presidenziale alle iniziative locali, le fazioni in ogni stato si riallinearono parallelamente ai federalisti e ai repubblicani. Alcuni direttori di giornali divennero potenti politici, come Thomas Ritchie, il cui "Richmond Junto" controllò la politica della Virginia dal 1808 agli anni Quaranta dell'Ottocento.
Il New England è sempre stato la roccaforte del partito federalista. Uno storico spiega quanto fosse ben organizzato nel Connecticut:
Le tensioni religiose polarizzarono il Connecticut, poiché la Chiesa congregazionale, in alleanza con i federalisti, cercò di mantenere la propria influenza sulle istituzioni. I gruppi dissenzienti si spostarono così verso i Jeffersoniani. Il fallimento della Convenzione di Hartford nel 1814 indebolì fortemente i Federalisti, che furono quindi battuti dai Democratico-Repubblicani nel 1817.

## L'era dei buoni sentimenti
Il Primo sistema bipartitico fu generato principalmente dagli attriti sulle questioni di politica estera che svanirono con la sconfitta di Napoleone e la soluzione di compromesso della Guerra del 1812. Inoltre, nello stesso periodo, i timori che i federalisti stessero complottando per reintrodurre l'aristocrazia si affievolirono. Iniziò così un periodo di sostanziale armonia (la cosiddetta "era dei buoni sentimenti") che, durante la presidenza di James Monroe, sostituì la politica ad alta tensione del First Party System intorno al 1816. La politica personale e le controversie tra fazioni erano occasionalmente ancora oggetto di accesi dibattiti, ma gli americani non pensavano più a se stessi in termini di partiti politici.
Gli storici hanno discusso la fine esatta del sistema, ma la maggior parte concluse che esso si esaurì completamente nel 1820. In particolare, il piccolo stato del Delaware, in gran parte isolato dalle forze politiche che controllavano la nazione, vide il First Party System continuare fino al 1820, con i federalisti che, occasionalmente, conquistavano alcune cariche elettive.

## Storiografia

### Legittimità di un sistema partitico

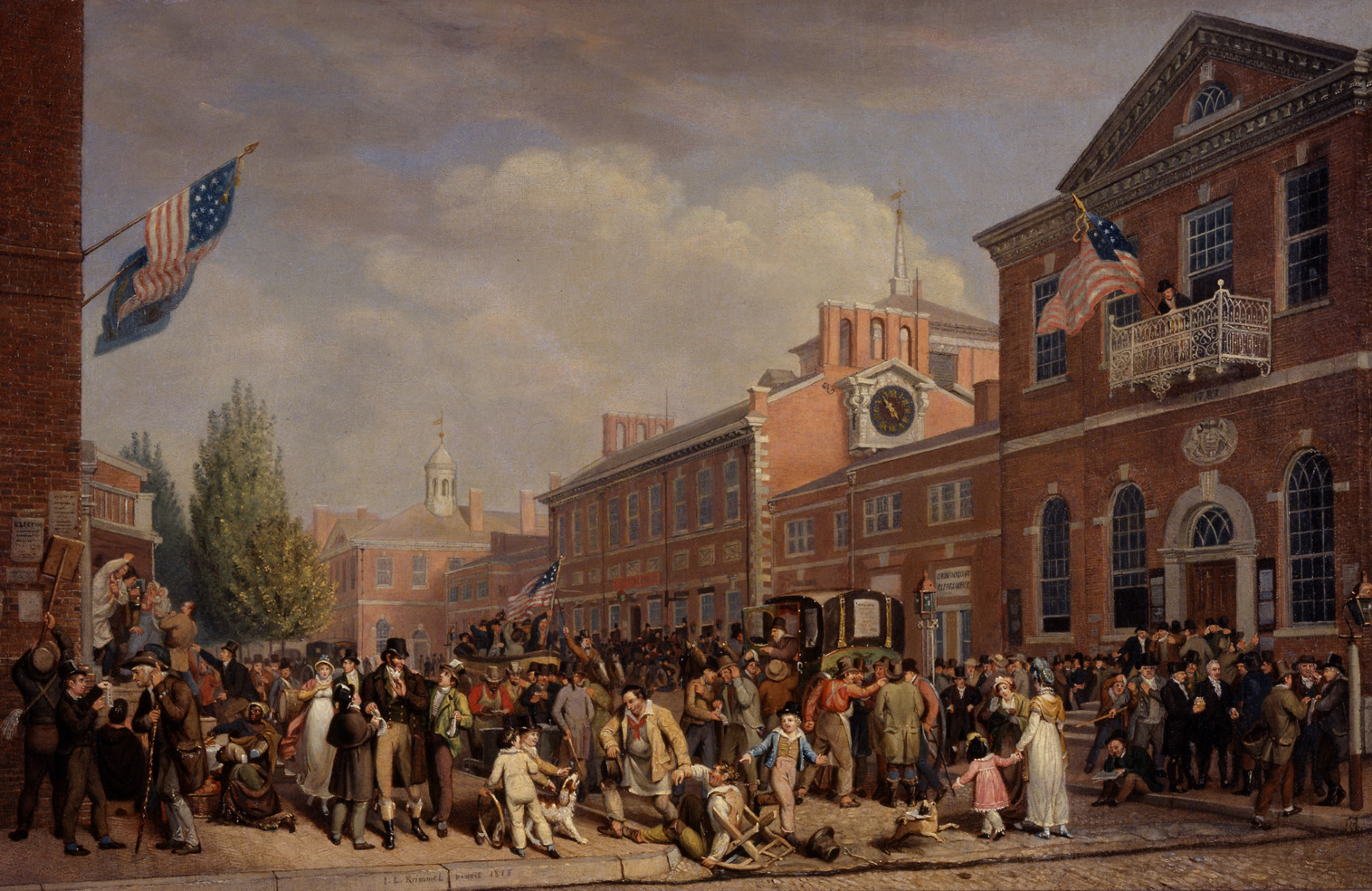
Rappresentazione delle attività del giorno delle elezioni a Filadelfia di John Lewis Krimmel, 1815

Alexander Hamilton riteneva che solo la quotidiana mobilitazione dei propri sostenitori in ogni stato potesse sostenere il governo, nel bene e nel male. I giornali quindi servivano per comunicare all'interno del partito, mentre il patrocinio aiutava i leader del partito e creava nuove amicizie.
Hamilton, e soprattutto Washington, diffidavano dell'idea di un partito di opposizione, come eloquentemente mostrato anche nel discorso di addio di George Washington, del 1796. Ritenevano che i partiti di opposizione avrebbero solo indebolito la nazione. Al contrario, Jefferson fu il principale sostenitore ed artefice della creazione e della continuità di un partito di opposizione. Riteneva i federalisti come forze aristocratiche, ostili al vero repubblicanesimo ed alla vera volontà del popolo, come spiegò in una lettera a Henry Lee nel 1824:
Hofstadter (1970) mostra che ci sono voluti molti anni prima che prendesse piede l'idea che avere due partiti è meglio che averne uno o nessuno. Anche perché non si avvertì una traumatica transizione nel momento in cui si realizzò il riuscito passaggio del potere nel 1801 da un partito all'altro. Inoltre, sebbene Jefferson identificò sistematicamente ufficiali e funzionari dell'esercito federalista, gli fu impedito di rimuoverli tutti, anche dalle proteste dei repubblicani. La corrente minoritaria più ostile ai federalisti, i cosiddetti Quid, lamentarono proprio tale lacuna.

### Jefferson e Hamilton
Fino al XX secolo, gli studiosi stimavano Jefferson come un eroe e giudicavano in modo più severo Hamilton. La reputazione di Jefferson è in seguito drasticamente diminuita, principalmente a causa del suo ruolo di importante proprietario di schiavi. Contemporaneamente, la stima nei confronti di Hamilton è cresciuta. Lo storico di Princeton Sean Wilentz nel 2010 ha identificato una tendenza accademica molto favorevole ad Hamilton, sebbene lo stesso Wilentz dissentisse e continuasse ad ammirare di più Jefferson:
Negli ultimi anni, Hamilton e la sua reputazione hanno decisamente guadagnato consenso tra gli studiosi che lo dipingono come l'architetto visionario della moderna economia capitalista liberale e di un dinamico governo federale guidato da un energico esecutivo. Jefferson ed i suoi alleati, al contrario, si sono rivelati idealisti ingenui e sognatori. Nella migliore delle ipotesi, secondo molti storici, i jeffersoniani erano utopisti reazionari che resistevano all'assalto della modernità capitalista nella speranza di trasformare l'America in un'arcadia di contadini "yeoman". Nel peggiore dei casi, erano razzisti schiavisti che desideravano liberare l'Occidente dagli indiani, espandere l'impero della schiavitù e mantenere il potere politico nelle mani locali - tanto meglio per estendere l'istituzione della schiavitù e proteggere i diritti degli schiavisti di possedere proprietà umane ".

### Generale
- Banning, Lance. The Jeffersonian Persuasion: Evolution of a Party Ideology (1978) online
- Ben-Atar, Doron and Barbara B. Oberg, eds. Federalists Reconsidered (1999), topical essays by scholars
- Beard, Charles A. The Economic Origins of Jeffersonian Democracy (1915)
- Bowling, Kenneth R.  and Donald R. Kennon, eds. Perspectives on the History of Congress, 1789–1801. (2000)
- Brooke, John L. "The Early Republic, 1789–1815." in The Oxford Handbook of American Political History (Oxford University Press, USA, 2020). 45-61.

- Brown, Roger H. The Republic in Peril: 1812 (1964), stresses intense hostility between partisans
- Brown, Stuart Gerry. The First Republicans: Political Philosophy and Public Policy in the Party of Jefferson and Madison Syracuse University Press. (1954)
- Buel, Richard. Securing the Revolution: Ideology in American Politics, 1789–1815 (1972)
- Chambers, William Nisbet, ed. The First Party System (1972) online
- Chambers, William Nisbet. Political Parties in a New Nation: The American Experience, 1776–1809 (1963), political science perspective onlibe
- Charles, Joseph. The Origins of the American Party System (1956), reprints articles in William and Mary Quarterly
- Cunningham, Noble E., Jr. Jeffersonian Republicans: The Formation of Party Organization: 1789–1801 (1957), highly detailed party history
- Cunningham, Noble E., Jr. The Jeffersonian Republicans in Power: Party Operations 1801–1809 (1963), highly detailed party history
- Cunningham, Noble E., Jr. The Process of Government Under Jefferson (1978)
- Dawson, Matthew Q. Partisanship and the Birth of America's Second Party, 1796–1800: Stop the Wheels of Government. Greenwood, (2000)
- Dinkin, Robert J. Campaigning in America: A History of Election Practices. (Greenwood 1989)
- Dougherty, Keith L. "TRENDS: Creating Parties in Congress: The Emergence of a Social Network." Political Research Quarterly 73.4 (2020): 759-773. online

- Elkins, Stanley and Eric McKitrick. The Age of Federalism (1995) the standard highly detailed political history of 1790s; online free to borrow
- Ferling, John; A Leap in the Dark: The Struggle to Create the American Republic. Oxford University Press. (2003); survey
- Finkelman, Paul, ed. Encyclopedia of the New American Nation, 1754–1829  (2005), 1600 pp.
- Fischer, David Hackett. The Revolution of American Conservatism: The Federalist Party in the Era of Jeffersonian Democracy (1965), shows that the upper class Federalists learned too late how to appeal to voters
- Freeman, Joanne B. "The Election of 1800: A Study in the Logic of Political Change." Yale Law Journal. Volume: 108. Issue: 8. 1999. pp : 1959–1994.
- Goodman, Paul. "The First American Party System" in William Nisbet Chambers and Walter Dean Burnham, eds. The American Party Systems: Stages of Political Development (1967), 56–89.
- Hoadley, John F. "The Emergence of Political Parties in Congress, 1789–1803." American Political Science Review (1980) 74(3): 757–779. in JSTOR Looks at the agreement among members of Congress in their roll-call voting records. Multidimensional scaling shows the increased clustering of congressmen into two party blocs from 1789 to 1803, especially after the Jay Treaty debate; shows politics was moving away from sectionalism to organized parties.
- Hofstadter, Richard. The Idea of a Party System: The Rise of Legitimate Opposition in the United States, 1780–1840 (1970)
- Kerber, Linda K. Federalists in Dissent: Imagery and ideology in Jeffersonian America (1970)
- Lampi, Philip J. "The Federalist Party Resurgence, 1808–1816: Evidence from the New Nation Votes Database," Journal of the Early Republic (Summer 2013) 33#2 pp. 255–281 | DOI: 10.1353/jer.2013.0029
- Libby, O. G. "Political Factions in Washington's Administration," NDQ: North Dakota Quarterly (1913) vol 3#3 pp 293–318 full text online, looks at votes of each Congressman
- Luetscher, George D. Early Political Machinery in the United States (1903) online
- Miller, John C. The Federalist Era: 1789–1801 (1960), survey of political history online
- Pasley, Jeffrey L.  et al. eds. Beyond the Founders: New Approaches to the Political History of the Early American Republic (2004), topical essays by scholars
- Ratcliffe, Donald. "The Right to Vote and the Rise of Democracy, 1787–1828," Journal of the Early Republic (Summer 2013) 33#2 pp. 219–254 | DOI: 10.1353/jer.2013.0033
- Schlesinger, Arthur, Jr., ed. History of American Presidential Elections, 1789–2008 (2011) 3 vol and 11 vol editions; detailed analysis of each election, with primary documents; online v. 1. 1789–1824 – v. 2. 1824–1844 – v. 3. 1848–1868 – v. 4. 1872–1888 – v. 5. 1892–1908 – v. 6. 1912–1924 – v. 7. 1928–1940 – v. 8. 1944–1956 – v. 9. 1960–1968 – v. 10. 1972–1984 – v. 11. 1988–2001

- Selinger, Jeffrey S. "The French Revolutionary Wars and the Ordeal of America’s First Party System." in Embracing Dissent (U of Pennsylvania Press, 2016) pp. 54-82.
- Sharp, James Roger. American Politics in the Early Republic: The New Nation in Crisis (1993), political narrative of 1790s
- Slez, Adam, and John Levi Martin. "Political Action and Party Formation in the United States Constitutional Convention," American Sociological Review,  volume 72, Number 1,  February 2007, pp. 42–67(26), says decisions in 1787 convention set up the outlines of the first party system
- Smelser, Marshall. The Democratic Republic, 1801–1815 (1968) (ISBN 0-06-131406-4) survey of political and diplomatic history
- Theriault, Sean M.  "Party Politics during the Louisiana Purchase," Social Science History 2006 30(2):293–324; DOI: 10.1215/01455532-30-2-293
- Wilentz, Sean. The Rise of American Democracy: Jefferson to Lincoln. (2005), broad-scale interpretation of political history
- Wiltse, Charles Maurice. The Jeffersonian Tradition in American Democracy (1935)
- Wood, Gordon S. Empire of Liberty: A History of the Early Republic, 1789–1815 (2009)

### Biografie
- Banning, Lance. The Sacred Fire of Liberty: James Madison and the Founding of the Federal Republic (1995), to 1795;
- Cunningham, Noble E., Jr., "John Beckley: An Early American Party Manager," William and Mary Quarterly, 13 (January 1956), 40–52, in JSTOR
- Cunningham, Noble E. In pursuit of reason: the life of Thomas Jefferson (1987) online
- Malone, Dumas. Jefferson and the Ordeal of Liberty v 3 (ISBN 0-316-54469-8);   Jefferson the President: First Term 1801 – 1805 vol 4 (ISBN 0-316-54480-9); Jefferson the President: Second term, 1805–1809 vol 5 (1948–70), the standard multivolume biography
- Miller, John C. Alexander Hamilton: Portrait in Paradox (1959), full scale biography.
- Schachner, Nathan. Aaron Burr: A Biography (1961), full scale biography.

### Giornali e autori
- Humphrey, Carol Sue The Press of the Young Republic, 1783–1833 (1996)
- Knudson, Jerry W. Jefferson and the Press: Crucible of Liberty (2006) how 4 Republican and 4 Federalist papers covered election of 1800; Thomas Paine; Louisiana Purchase; Hamilton–Burr duel; impeachment of Chase; and the embargo
- Daniel, Marcus, "Scandal and Civility: Journalism and the Birth of American Democracy" (2009)
- O'Donnell, Catherine. "Literature and Politics in the Early Republic: Views from the Bridge," Journal of the Early Republic, Summer 2010, Vol. 30#2 pp 279–292; looks at Washington Irving, James Fenimore Cooper, and John Adams in terms of gender studies, interdisciplinary studies, American identity, and the work of Jürgen Habermas, Gordon Wood and Bernard Bailyn.
- Pasley, Jeffrey L. "The Tyranny of Printers": Newspaper Politics in the Early American Republic (2003) (ISBN 0-8139-2177-5)
- Rollins, Richard. The Long Journey of Noah Webster (1980); Webster was an important Federalist editor
- Stewart, Donald H. The Opposition Press of the Federalist Era (1968), highly detailed study of Republican newspapers

### Studi statali e regionali
- Banner, James M. To the Hartford Convention: The Federalists and the Origins of Party Politics in Massachusetts, 1789–1815 (1970).
- Bohmer, David A. "The Maryland Electorate and the Concept of a Party System in the Early National Period." in The History of American Electoral Behavior (Princeton University Press, 2015) pp. 146-173.

- Broussard, James H. The Southern Federalists: 1800–1816 (1978)
- Formisano, Ronald. The Transformation of Political Culture: Massachusetts Parties, 1790s–1840s (1983)
- Fox, Dixon Ryan. The decline of aristocracy in the politics of New York (1919) shows the Federalists were too artistocratic to win elections online edition
- Goodman, Paul. The Democratic-Republicans of Massachusetts: Politics in a Young Republic (1964)
- Leonard, Gerald. The Invention of Party Politics: Federalism, Popular Sovereignty, and Constitutional Development in Jacksonian Illinois (2002)
- McCormick, Richard P. The Second Party System: Party Formation in the Jacksonian Era (1966)  deals with the collapse of the First Party System, state by state
- Prince, Carl E. New	Jersey's Jeffersonian Republicans: The Genesis of an Early Party Machine, 1789–1817 (1967)
- Ridgway, Whitman H. "Community Leadership: Baltimore During the First and Second Party Systems." in Politics and Government (Routledge, 2020) pp. 70-84.

- Risjord, Norman K. The Old Republicans: Southern Conservatism in the Age of Jefferson (1965)
- Risjord; Norman K. Chesapeake Politics, 1781–1800 (1978), covers Maryland, Virginia and North Carolina ISBN 9780231043281
- Robertson, Andrew W. "Reconceptualizing Jeffersonian Democracy," Journal of the Early Republic (Summer 2013) 33#2 pp 317–35; focus on historiography of turnout in states and localities.
- Tinkcom, Harry M. The Republicans and Federalists in Pennsylvania, 1790–1801: A Study in National Stimulus and Local Response (1950)
- Turner, Lynn Warren; The Ninth State: New Hampshire's Formative Years. (1983).
- Young, Alfred F. The Democratic Republicans of New York: The Origins, 1763–1797 (1967)

### Fonti primarie
- Cunningham, Noble E., Jr. ed. The Making of the American Party System 1789 to 1809 (1965), short excerpts from primary sources
- Cunningham, Noble E., Jr., ed. Circular Letters of Congressmen to Their Constituents 1789–1829 (1978), 3 vol; political reports sent by Congressmen to local newspapers